# Moje pjesme, moji snovi (1965.)
Moje pjesme, moji snovi (eng. The Sound of Music) američki je mjuzikl iz 1965. kojeg je režirao Robert Wise. Film se temelji na istinitoj priči o Mariji Von Trapp i grupi koja je u Americi djelovala pod nazivom Trapp Family Singers.
Film je zaradio 158,7 milijuna $ u američkim kinima (1,14 milijarde $ prilagođeno po inflaciji) te je tako postao najkomercijalniji film 1960-ih.

## Radnja
"Zlatne" tridesete godine XX. stoljeća u Austriji bliže se kraju. Rane I. svjetskoga rata su tek zaliječene, a nad zemlju se već nadvila prijetnja njemačke okupacije. Obitelj imućnoga umirovljenoga časnika nekadašnje carske mornarice, kapetana von Trappa (C. Plummer), muče međutim drugi problemi. Nakon prerane smrti supruge bivši profesionalni vojnik pokušava svoje sedmoro djece u dobi od 4 do 16 godina podići na neprimjeren način - uvođenjem vojne stege. Jasno da je mala "postrojba" lukavija i od svojega "vrhovnoga zapovjednika" i od njegovih namjesnika, guvernanti koje "padaju" jedna za drugom. Sve dok se jednoga dana u toj nezahvalnoj ulozi ne pojavi lijepa Marija (J. Andrews), novakinja obližnjega samostana, koja svojom životnom radošću prijeti strogim pravilima reda, pa ju poglavarica (P. Wood) rado šalje u "čistilište" von Trappovih. Njezin je boravak u obitelji trebao biti privremen, jer bi očevim vjenčanjem s ispraznom, ali vanjštinom blistavom barunicom Else (E. Parker), djeca uskoro trebala dobiti novu "majku". No, Marijina predivna i nesebična priroda ne ostavlja u dvorcu nikoga ravnodušnim i priča se pokreće u neplaniranome smjeru. Nacisti se planova strogo pridržavaju i Austrija postaje njemačka pokrajina. Von Trapp kao častan vojnik i domoljub tako nešto ne može prihvatiti...

## Nagrade
Film je doživio izuzetno dobre reakcije kritike i gledateljstva. Dobitnik je 5 Oscara uključujući i onog za najbolji film i režiju, 2 zlatna globusa uključujući onaj za najbolji film komediju/mjuzikl. Sve zajedno 5 Oscara još 10 nagrada i 9 nominacija

## Vanjske poveznice
- Moje pjesme, moji snovi u internetskoj bazi filmova IMDb-a
- The Sound of Music na Rotten Tomatoes
- Djeca iz filma - gdje su sada  Arhivirana inačica izvorne stranice od 14. veljače 2012. (Wayback Machine)